# Chéreng
Chéreng é uma comuna francesa na região administrativa de Altos da França, no departamento do Norte. Estende-se por uma área de 4.18 km². Em 2010 a comuna tinha 3 031 habitantes (densidade: 725,1 hab./km²).